# Atasu
Atasu (ook wel Atsu genoemd) is een nagar panchayat (plaats) in het district Auraiya van de Indiase staat Uttar Pradesh.

## Demografie
Volgens de Indiase volkstelling van 2001 wonen er 10.602 mensen in Atasu, waarvan 54% mannelijk en 46% vrouwelijk is. De plaats heeft een alfabetiseringsgraad van 66%.